# Andrachne fedtschenkoi
Andrachne fedtschenkoi är en emblikaväxtart som beskrevs av Kossinsky. Andrachne fedtschenkoi ingår i släktet Andrachne och familjen emblikaväxter. Inga underarter finns listade i Catalogue of Life.